# Cistérniga
Cistérniga – gmina w Hiszpanii, w prowincji Valladolid, w Kastylii i León, o powierzchni 31,77 km². W 2011 roku gmina liczyła 8449 mieszkańców.